# NGC 4572
NGC 4572 је спирална галаксија у сазвежђу Змај која се налази на NGC листи објеката дубоког неба.
Деклинација објекта је + 74° 14' 46" а ректасцензија 12h 35m 45,5s. Привидна величина (магнитуда) објекта NGC 4572 износи 14,0 а фотографска магнитуда 14,9. NGC 4572 је још познат и под ознакама UGC 7775, MCG 12-12-12, CGCG 352-37, PGC 41991.